# 黒姫山 (長野県)
黒姫山（くろひめやま）は、長野県上水内郡信濃町にある標高2,053 mの成層火山。南東方向より見た整った姿から郷土富士として信濃富士とも呼ばれている。

## 概要
黒姫山は斑尾山、妙高山、戸隠山、飯縄山とともに北信五岳のひとつに数えられている。妙高火山群に属する複式火山である。山頂には二等三角点があり黒姫弁財天などを祀る祠がある。
標高的には森林限界に達していないが土壌の栄養成分が乏しく、カルデラ内壁には高山性植物群落が成立している。火口原には溶岩が点在し、チシマザサ、ダケカンバ、コメツガ、ワタスゲ、ソバナなどが分布する。周辺の山域に分布するチシマザサは江戸時代からざるなどの竹細工の材料として麓で利用されていた。外輪山周辺にはハイマツやキバナシャクナゲなどが分布し周辺の山域にはテングノムギメシが分布している。

## 地学的知見

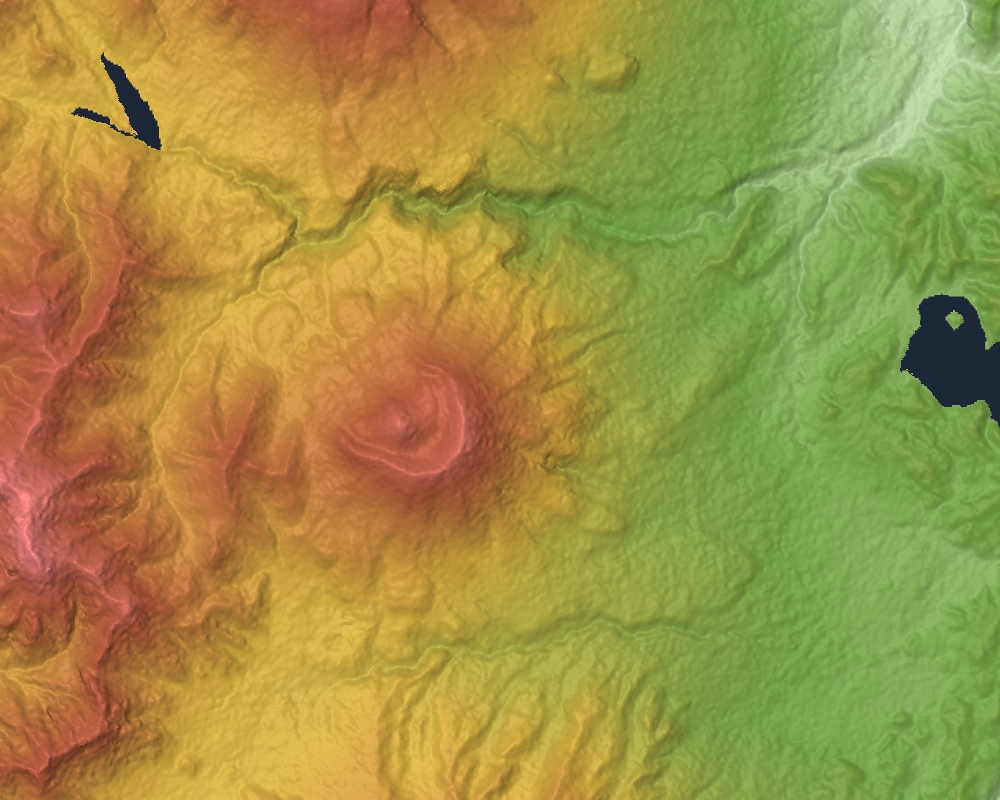
黒姫火山の地形図

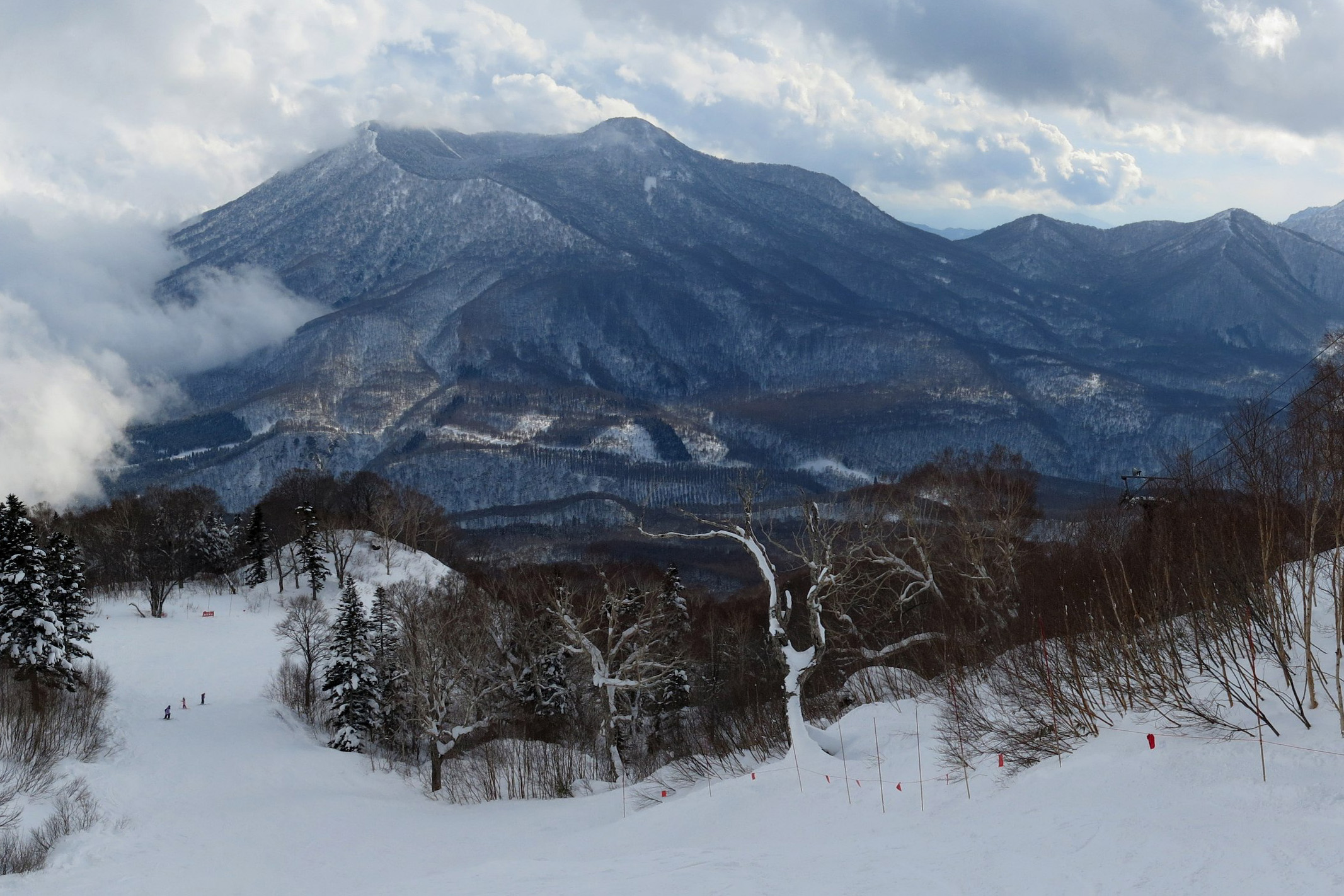
北から

3つの活動期と3つの休止期があり、今から約25万年前ごろから火山活動を初め、休止期をはさみ15万年前から12万年前ころまでの活動期があり数万年かの休止の後、最新の活動である4万年前ごろに現在の中央火口丘である御巣鷹山（小黒姫山）（標高2,046 m）を形成した。最高点（標高点2,053 m）は、中央火口丘の東南東1.0 kmの外輪山にある。外輪山と中央火口丘の間には火口原が広がり、「黒姫山湖沼・湿原群」として日本の重要湿地500のひとつに選定されている七ツ池と峰ノ大池などの池塘がある。

## 信仰と伝承
古くから信仰の対象とされている。黒姫というお姫様の悲話伝説（『黒姫伝説』）があり、山名の由来になったと言われている。

## 地理
戸隠連峰の東に位置し、関川を挟んで頸城山塊の妙高山の南に対峙する独立峰である。東山麓にある野尻湖を挟んで斑尾山が対峙している。3.5 km西隣には、佐渡山（標高1,827.6 m）がある。1956年（昭和31年）7月10日に山域は妙高戸隠連山国立公園の特別地域内に指定され、外輪山周辺の内側の区域はその特別保護地区に指定された。西山腹には大ダルミ湿原がある。東山麓は黒姫高原として観光地化しており、冬季には黒姫高原スノーパークでスキーやスノーボードが楽しめる。東山麓にはラボ・パーティの林間学校・移動教室「ラボランドくろひめ」がある。
また児雷也伝説の山でもあり、この山に住んで隣の妙高山に住む仙人から忍術を学んだ設定になっている。麓の野尻湖の近くには熊坂という集落があり長範山や長範屋敷と言う地名もあって平安時代の末期に源義経との因縁も語られる大盗賊、熊坂長範の伝承もある。

### 源流の河川
以下の源流となる河川は日本海へ流れる。

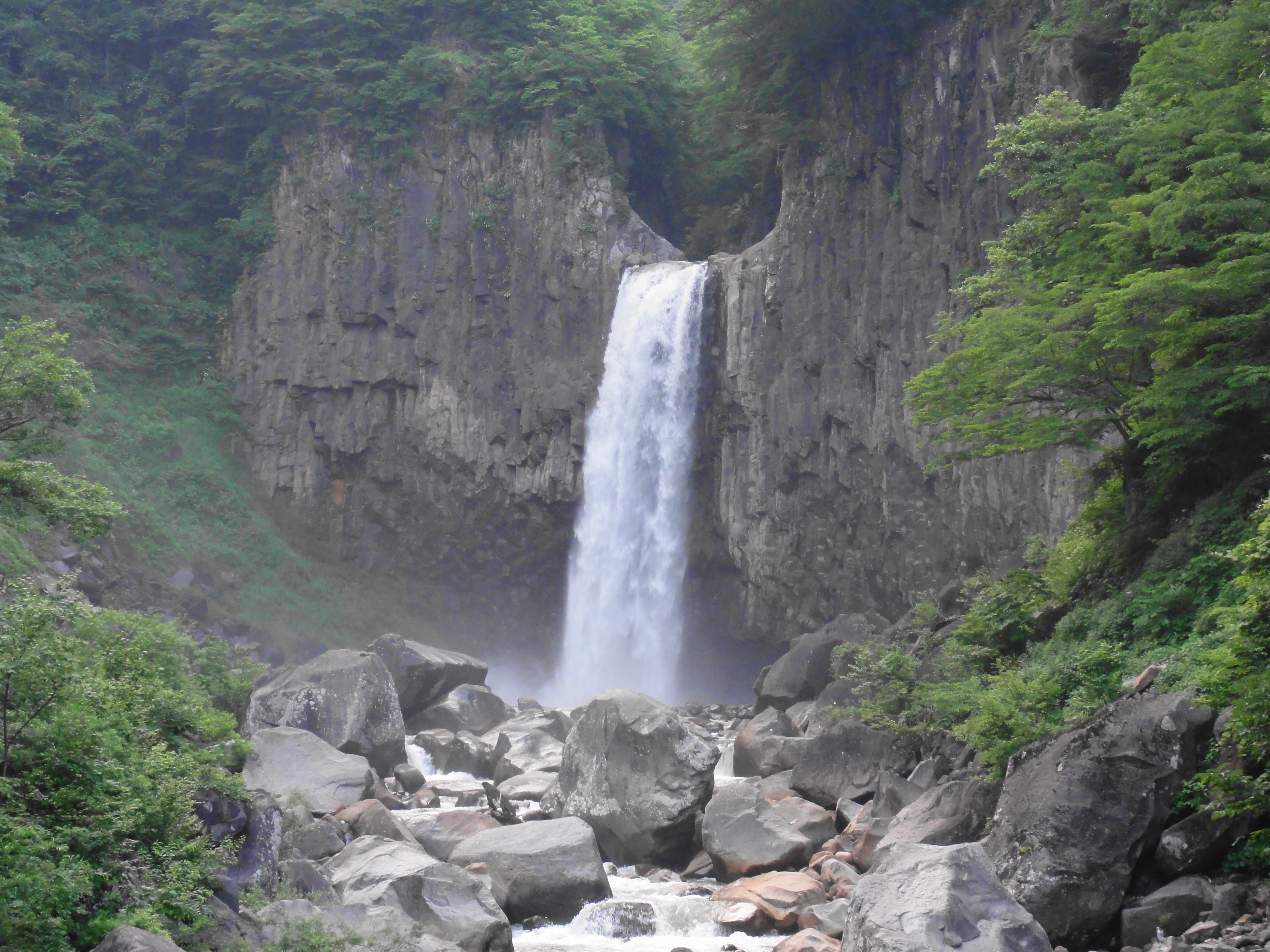
黒姫山から噴出した溶岩によって作られた関川の苗名滝

- 氷沢川、深沢、西沢、池尻川 - 関川の支流。山頂の北西6.8 kmに笹ヶ峰ダムがある。山頂の北西4.1 kmに、山から噴出した溶岩が関川を堰き止めたことによって作られた苗名滝がある。
- 鳥居川 - 千曲川の支流。山頂の南西3.2 kmに農業用のため池である古池がある[16]。

### 周辺の山
| 山容 | 山名   | 標高 (m) | 三角点等級 基準点名             | 黒姫山からの 方角と距離(km) | 備考                        |
| ---- | ------ | -------- | ------------------------------- | --------------------------- | --------------------------- |
|      | 焼山   | 2,400.26 | 二等 「焼山」                   | 北西 14.4                   | 活火山 日本三百名山         |
|      | 斑尾山 | 1,381.81 | 一等 「斑尾山」                 | 東北東 13.4                 | 日本三百名山 北信五岳       |
|      | 火打山 | 2,461.77 | 三等 「火打山」                 | 北西 13.2                   | 頸城山塊の最高峰 日本百名山 |
|      | 妙高山 | 2,454    | （一等）「妙高山」 (2,445.90 m) | 北 8.8                      | 日本百名山 北信五岳、活火山 |
|      | 高妻山 | 2,357.79 | 二等 「高妻山」                 | 西南西 6.9                  | 日本百名山                  |
|      | 戸隠山 | 1,904    |                                 | 南西 8.0                    | 日本二百名山 北信五岳       |
|      | 飯縄山 | 1,917.37 | 二等 「飯繩山」                 | 南 8.2                      | 日本二百名山 北信五岳       |

## 登山
古くから登山の対象として東登山道と廃道となった南登山道で登られていた。山頂付近は展望がある。『日本二百名山』のひとつに選定されている。信濃町を代表する山として『信州ふるさと120山』のひとつに選定されている。黒姫山を含む北信五岳が『新・花の百名山』のひとつに選定されている。例年6月中旬ごろに開山祭、10月中旬頃に閉山祭が行われている。

### 登山ルート
各方面から以下の登山道が開設されている。外輪山の黒姫乗越、峰ノ大池分岐、西登山口から高原状の火口原にある峰ノ大池と七ツ池の池塘脇を通るルートがある。中央火口丘の小黒姫山（御巣鷹山、標高2,046 m）へ至る登山道は開設されていない。
小泉登山道
黒姫高原 - 巣鷹林道 - 姫見台 - 越見尾根 - 黒姫山（標高2,053 m）
新道
種池登山口（長野県道36号信濃信州新線） - 種池 - 古池 - 大ダルミ分岐 - 外輪山合流点 - 峰ノ大池分岐 - 黒姫山
西登山道
長野県道36号信濃信州新線 - 大橋林道 - 大橋登山口 - 大ダルミ分岐 - 大ダルミ - 西登山道 - 峰ノ大池 - 峰ノ大池分岐 - 黒姫山
東登山道
長水 - 外輪山合流点 - 黒姫山

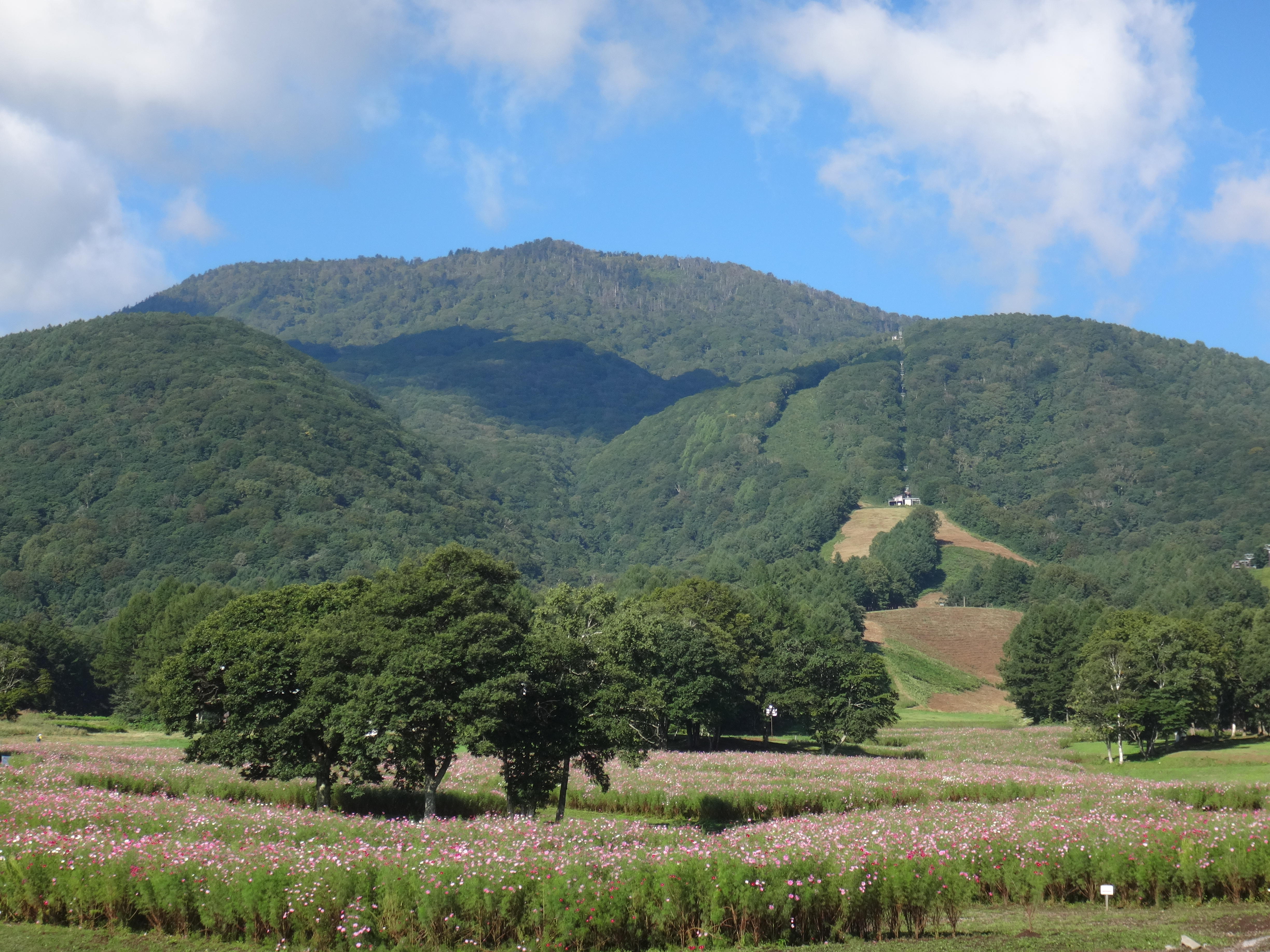
コスモス咲く黒姫高原
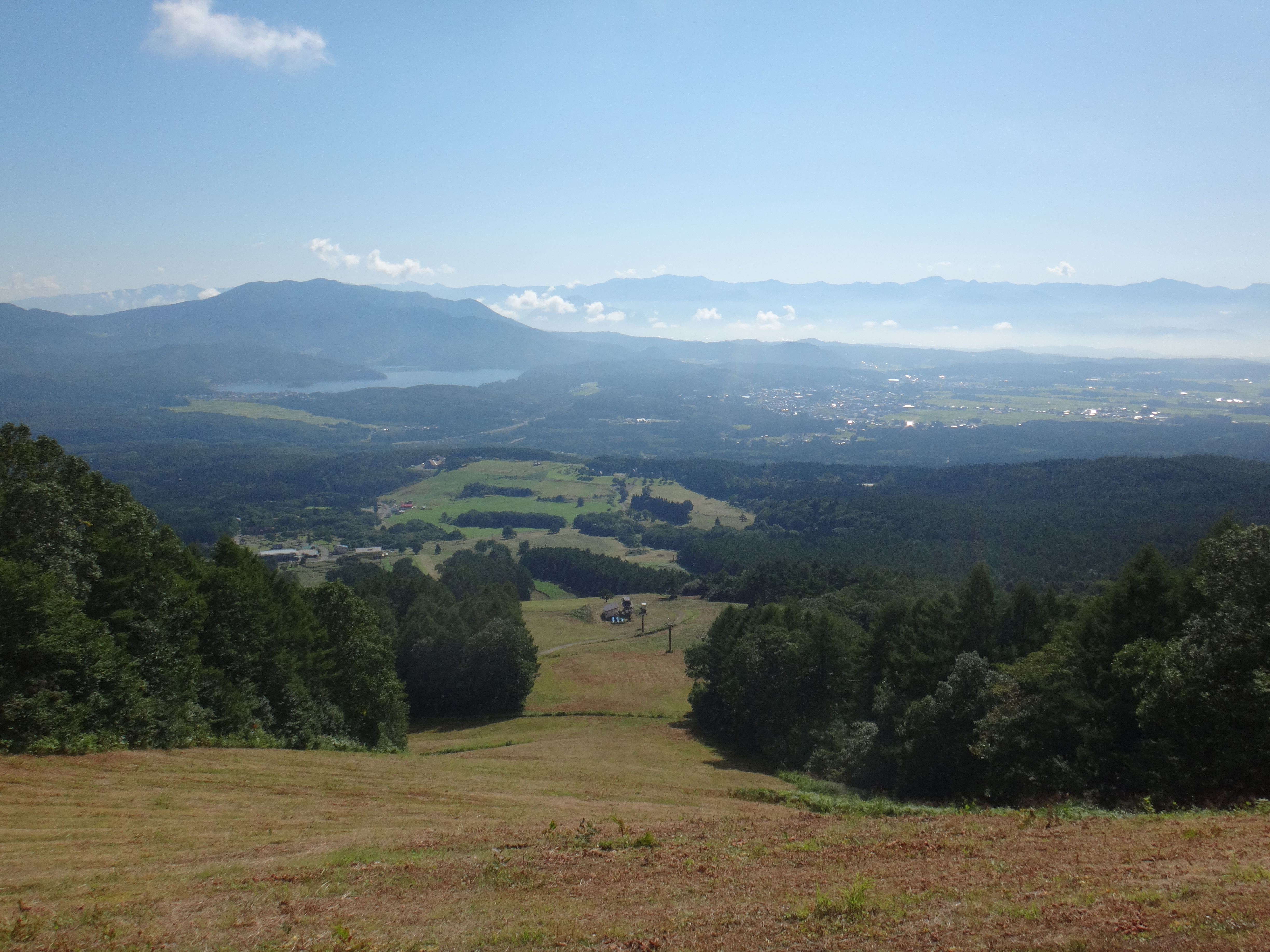
黒姫高原から斑尾山と野尻湖を望む
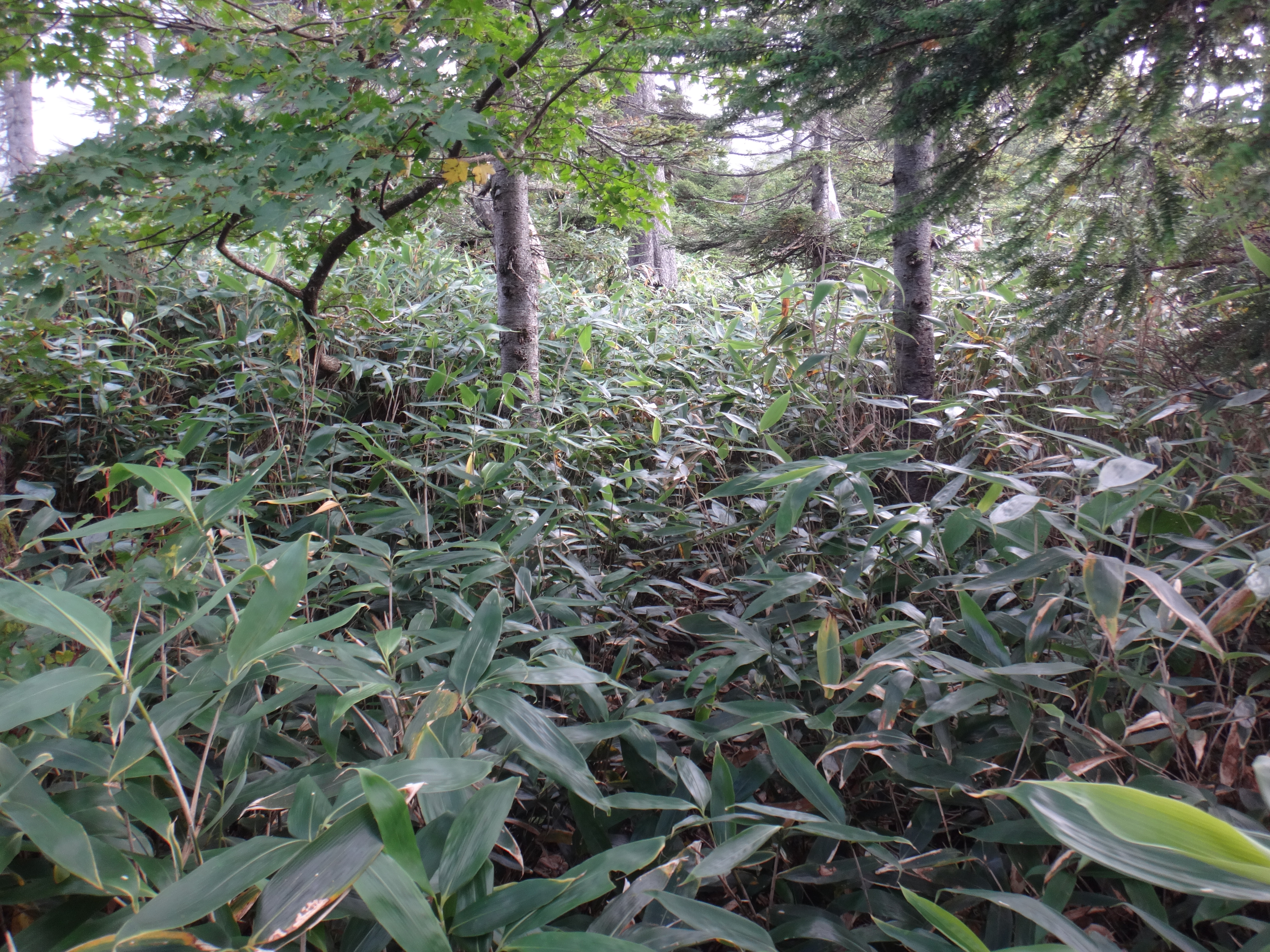
黒姫乗越から山頂まで笹薮を漕ぐ
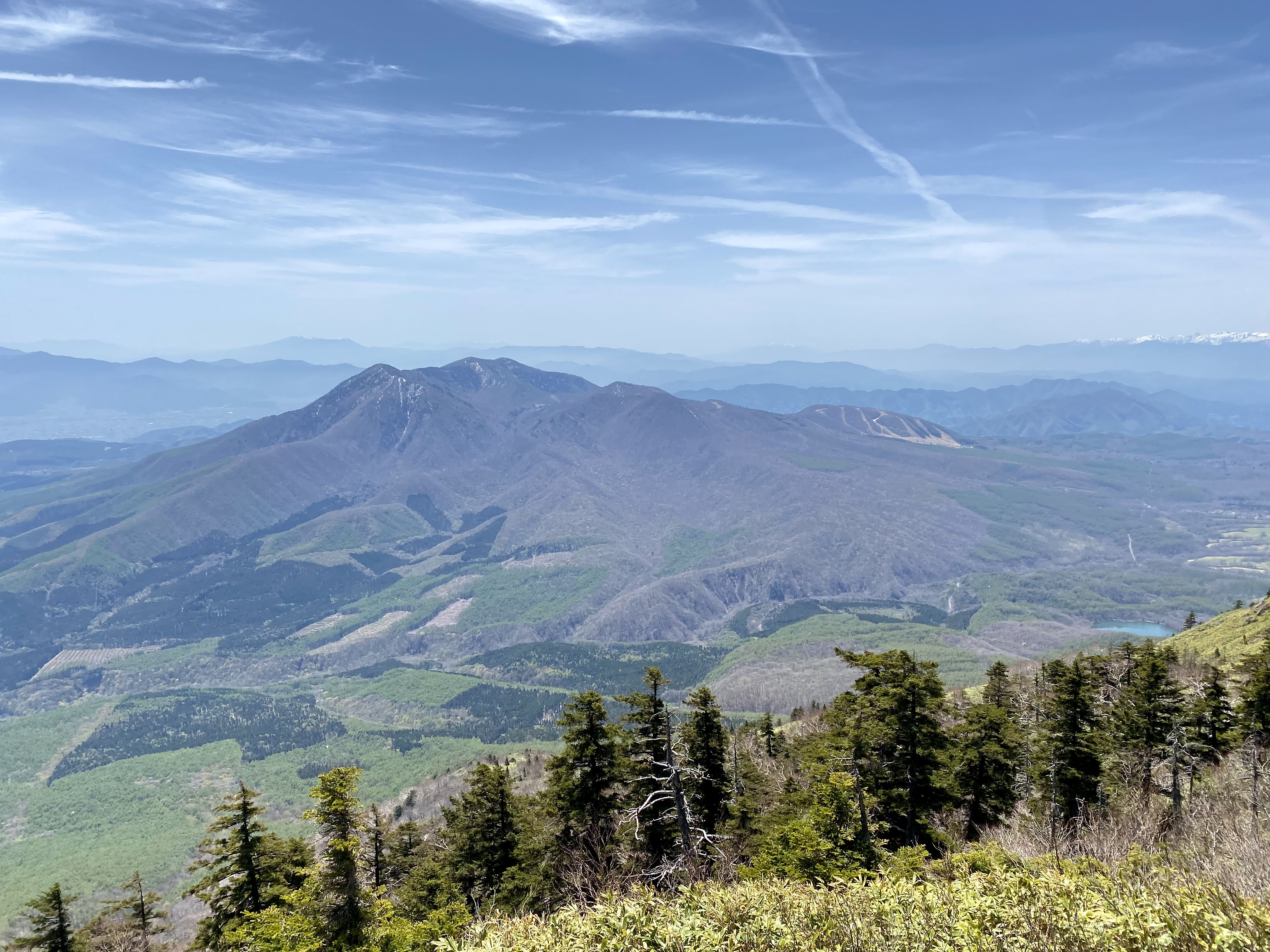
山頂から見た飯縄山
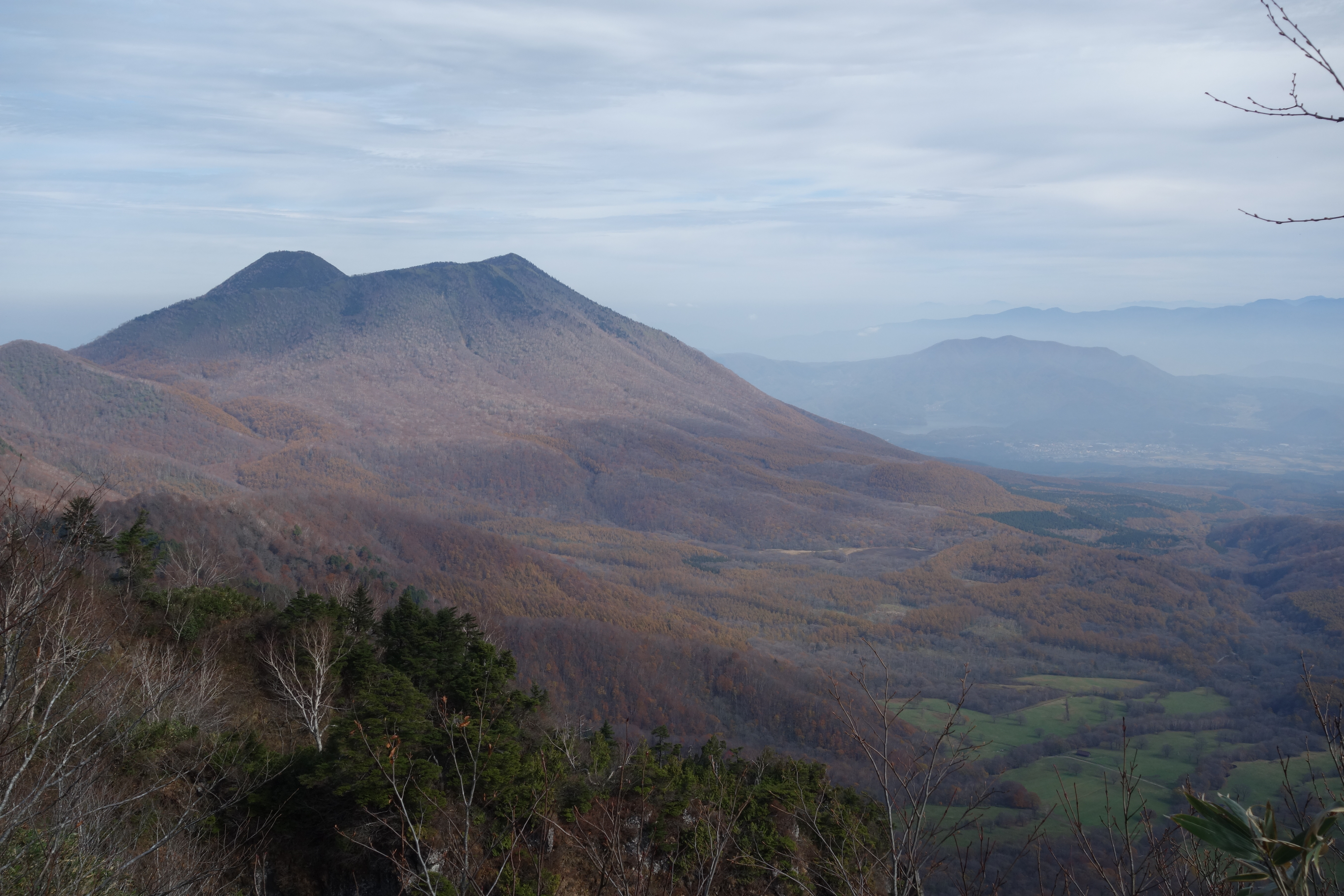
九頭龍山から見た黒姫山

### 交通・アクセス
- 東山麓にしなの鉄道が通り、黒姫駅の西6.3 kmに位置する。東山麓の信濃町柏原は小林一茶の出身地である[11][22]。
- 東山麓に上信越自動車道が通り、信濃町インターチェンジの西5.7 kmに位置する。
- 北山腹下部に巣鷹林道が通る。東山麓を国道18号（北国街道）が通る。南山麓を長野県道36号信濃信州新線が通る。